# تمارة مور
تمارة مور (بالإنجليزية: Tamara Moore)‏ (و. 1980  م) هي لاعبة كرة سلة أمريكية، ولدت في منيابولس، مركز لعبها هو مدافع مسدد الهدف.

## التعليم
تعلمت في جامعة ويسكونسن-ماديسون
.

## روابط خارجية
- تمارة مور على موقع الاتحاد الوطني لكرة السلة النسائية (الإنجليزية)
- تمارة مور على موقع كرة السلة الأوروبية.كوم (الإنجليزية)
- تمارة مور على موقع كلية كرة السلة في سبورتس رفرنس.كوم (الإنجليزية)
- تمارة مور على موقع بروبوليرز (الإنجليزية)
- تمارة مور على موقع سبورتس رفرنس (الإنجليزية)